# Savage Grace
Это статья о музыкальной группе. Статью о фильме Savage Grace (2007) см. Дикая грация
Savage Grace — пауэр/спид-метал-группа из США, основанная в 1981 и просуществовавшая до 1988 года. В период с 1981 по 1982 года группа именовалась Marquis De Sade.

## История
Музыкальный коллектив Savage Grace был образован в 1981 году. В то время группа носила название Marquis De Sade. В первоначальный состав вошли: Двайт Клифф — вокал, Христиан Лог — гитара, Дэн Финч — ударные и Брайан Ист — гитара.. В 1982 году к коллективу примыкает второй гитарист Кенни Пауэлл, а также меняется название группы на нынешнее. В это же время записанная группой композиция Scepters of Deceit входит на сборник Metal Massacre II. В 1983 году стараниями лейбла Metal Blade Records выходит EP The Dominatress. После выпуска релиза из группы уходят Двайт Клифф и Кенни Пауэлл, сформировав группу Omen. На смену ушедшим появляются Майк Смит (вокал) и Марк Маршалл (гитара).
Наконец в 1985 году выходит дебютный полноформатный альбом под названием Master of Disguise, а в 1986 году уже второй — After the Fall from Grace. На последнем альбоме пел Христиан Лог, а обязанности барабанщика выполнял Марк Маркум. В 1987 году выходит EP Ride Into the Night, где в качестве басиста выступил новичок — Дерек Пис, сменивший ушедшего Брайана Иста. По прошествии определённого времени группа распалась.

## Состав

### Последний состав
- Христиан Лог (Christian Logue) — гитара, вокал
- Марк Маршалл (Mark «Chase» Marshall) — гитара
- Derek Peace — бас
- Марк Маркум (Mark Marcum) — ударные

### Бывшие участники
- John Birk — вокал (1981—1983)
- Майк Смит (Mike Smith) — вокал (1985)
- Кенни Пауэлл (Kenny Powell) — гитара (1982—1983)
- Брайан Ист (Brian «Beast» East) — бас (1981—1986)
- Дэн Финч (Dan Finch III) — ударные (1981—1986)
- Двайт Клифф (Dwight Cliff) — вокал (1981)

## Дискография
- 1982—1982 Demo
- 1982 — Demo
- 1983 — The Dominatress (EP)
- 1984—1984 Demo
- 1985 — Master of Disguise
- 1986 — After the Fall from Grace
- 1987 — Ride into the Night (EP)